# 环己烷丁酸
环己烷丁酸是一种有机化合物，化学式为C10H18O2。

## 制备与反应
环己烷丁酸可由环己基溴和戊二酸酐在催化下反应制得。烯丙基环己烷和甲酸在催化下也能生成环己烷丁酸，但该反应的主产物为α-甲基环己烷丙酸。
它和氯化亚砜在二甲基甲酰胺催化下反应，可以得到环己烷丁酰氯。